# Tababela
Tababela es una de las 33 parroquias rurales pertenecientes al Distrito Metropolitano de Quito en la Provincia de Pichincha, Ecuador. Está ubicada al nororiente de Quito, en las llanuras del valle de Tumbaco y es conocida por albergar el Aeropuerto Internacional Mariscal Sucre de Quito.
Actualmente esta bajo una epoca separatista, junto con Tumbaco, Cumbayá, Puembo, Nayón, Pifo, Yaruqui, El Quinche y Checa, para formar el Cantón Ilaló.

## Historia

### Origen de su nombre
Tababela nace como parte de los llanos o llanuras de Yaruquí. En 1736, la misión geodésica francesa arribó a lo que hoy es Ecuador y recorrió dichas llanuras con la misión de ejecutar triangulaciones y mediciones para comprobar la redondez de la Tierra y medir un arco de meridiano. En sus  diversos recorridos para localizar y señalar las pirámides de Oyambaro, Oyambarillo y Caraburo, Charles Marie de La Condamine, Pierre Bouguer y Luis Godín, entre otros, se asombraron con la topografía del terreno y aseguraron que este territorio se asemejaba a una "Tabla bella", palabras dichas en francés, que expresadas en castellano, quedaron como "Tababela", nombre que se ha mantenido aproximadamente desde 1740 hasta el presente.

### Parroquialización
Varios años después de considerarse que reunía las condiciones exigidas para constituirse en parroquia, según Ordenanza Municipal sancionada el 17 de junio de 1935, Tababela obtuvo la calidad de parroquia rural el 13 de junio de 1952 (Registro Oficial N°. 1138).